# Crash-Landing
Crash-Landing – album niemieckiego zespołu punkrockowego Die Toten Hosen, wydany w 1999 roku. 

## Lista utworów
1. „The Producer” (Rohde/Frege) − 0:44 (lounge intro of „Umtausch ausgeschlossen!”)
2. „The Product” (Rohde/Frege, T. V. Smith) − 1:23 (singing part of „Umtausch ausgeschlossen!”)
3. „The Fly” (Frege/Frege, Smith) − 2:01 („Die Fliege”)
4. „Man” (v. Holst/Frege, Smith) − 4:08 („Mensch”)
5. „Pushed Again” (Breitkopf/Frege) − 3:49
6. „Big Bad Wolf” (v. Holst/Frege, Smith) - 3:53 („Böser Wolf”)
7. „Bonnie & Clyde” (Breitkopf/Frege, Smith) - 3:33 (English version)
8. „Hopeless Happy Song” (Bretikopf, Frege/Frege, Smith) - 2:55
9. „I Am the Walrus” (Lennon/McCartney) − 3:06 (from „Paradies”; The Beatles cover)
10. „I Fought the Law” (misprinted on the back „I Faught the Law”) (Sonny Curtis) − 2:35 (from „Kauf MICH!”; The Crickets cover)
11. „No Escape” (v. Holst/Frege, Smith) - 3:33
12. „Soul Therapy” (Breitkopf/Frege, Smith) - 5:13 („Seelentherapie”)
13. „Viva la Revolution” (Breitkopf/Frege, Smith) − 4:31 (English version)
14. „Disneyland (Stays the Same)” (Breitkopf/Frege, Hanns Christian Müller, Smith) − 3:27 („Entenhausen bleibt stabil”)
15. „Revenge” (Meurer/Frege, Smith) − 3:59 (from „Pushed Again”)
16. „Beautiful Day” (Meurer/Frege, Smith) − 3:24 („Der letzte Tag”)

## Dodatkowe utwory na reedycji z 2007 roku
1. „Runaway Train Driver” (Smith/Smith) – 3:11 (T.V. Smith cover)
2. „Radio Argentina #1” – 0:23
3. „Carnival in Rio (Punk Was)” (Frege, von Holst/Ronald Biggs) – 3:56 (live in River Plate Stadium, Buenos Aires, 1996)
4. „Born to Lose” (Johnny Thunders) – 2:41 (live in River Plate Stadium, Buenos Aires, 1996; The Heartbreakers cover)
5. „Radio Argentina #2” – 0:30
6. „Hier kommt Alex” (Meurer/Frege) – 2:09 (live in River Plate Stadium, Buenos Aires, 1996)
7. „Radio Argentina #3” – 0:35
8. „Love Me Tender” (Vera Matson, Elvis Presley/George R. Poulton, Ken Darby) – 1:29 (live in CBGB's, Nowy Jork, 1992; Elvis Presley cover)
9. „Blitzkrieg Bop” (Dee Dee Ramone, Tommy Ramone) – 1:40 (live in CBGB's, New York, 1992; Ramones cover)
10. „First Time” (Honest John Plain/Plain) – 2:42 (live in CBGB's, New York, 1992; The Boys cover)
11. „The Return of Alex” (Meurer/Frege, Dangerfield) – 3:45 (live in CBGB's, New York, 1992; „Hier kommt Alex”)
12. „Perfect Criminal” (von Holst/Frege, Dangerfield) – 2:31 (live in CBGB's, New York, 1992; „Musterbeispiel”)

## Single
- 1998 „Pushed Again”

## Wykonawcy
- Campino – wokal
- Andreas von Holst – gitara
- Michael Breitkopf – gitara
- Andreas Meurer – gitara basowa
- Wolfgang Rohde – perkusja
- Vom Ritchie – perkusja